# Roland Kickinger
Roland Kickinger (ur. 30 marca 1968 w Wiedniu) – austriacki kulturysta i aktor.

## Życiorys

### Wczesne lata
Dzieciństwo spędził w Wiedniu, gdzie trenował pływanie i grał w piłkę nożną. W wieku piętnastu lat zdecydował zostać kulturystą. Ukończył kolegium na kierunku hotelarstwa i zarządzania restauracją. Otrzymał tytuł Mistera Austrii na Europejskich Międzynarodowych Mistrzostwach w Kulturystyce (European National Bodybuilding Championshipsand). W 1995 roku wyruszył do Stanów Zjednoczonych, mając w kieszeni tylko pięćset dolarów. Po krótkiej wizycie w stanie Kalifornia i rocznym pobycie na Florydzie, osiedlił się w USA na stałe.

### Kariera
Swoje doświadczenia w budowaniu masy mięśniowej spopularyzował w magazynach fitness i na kasetach wideo. Pracował także jako model. Spróbował także swoich sił w Hollywood, pojawiając się w sitcomie NBC Pod koszem (Hang Time, 1997) jako kulturysta. Po debiucie kinowym w komedii sensacyjnej Zabójcza broń 4 (Lethal Weapon 4, 1998) z Melem Gibsonem, wystąpił jako Chip Rommel w serialu Nagi patrol (Son of the Beach, 2000–2002). W biograficznym filmie telewizyjnym Kampania Arnolda (See Arnold Run, 2005) zagrał autentyczną postać swojego rodaka – austriackiego kulturysty Arnolda Schwarzeneggera.

## Wymiary kulturystyczne
- biceps:            65 cm
- przedramię:        52 cm
- kark:              55 cm
- klatka piersiowa:  159 cm
- obwód uda:         86 cm
- obwód pasa:        90 cm
- obwód łydki:       57 cm
- waga startowa:     135 kg
- waga pozastartowa: 145 kg
- wzrost:            194 cm

## Osiągnięcia w kulturystyce
| Rok  | Konkurencja                   | Miejsce |
| ---- | ----------------------------- | ------- |
| 1996 | Arnold Schwarzenegger Classic | 12.     |
| 1996 | Ironman Pro Invitational      | 7.      |
| 1997 | IronMan Invitational          | 13.     |
| 1997 | San Jose Pro Invitational     | 15.     |
| 1997 | Ironman Pro Invitational      | 11.     |
| 1998 | IronMan Invitational          | 14.     |
| 1999 | Ironman Pro Invitational      | 19.     |
| 1999 | Arnold Schwarzenegger Classic | 15.     |

## Filmografia

### Filmy fabularne
- 1998: Zabójcza broń 4 (Lethal Weapon 4) jako detektyw
- 1999: 15 minut (15 Minutes) jako Austriak
- 2001: Skippy jako kulturysta
- 2002: Ukryta prawda (Shoot or Be Shot) jako Sven
- 2005: Candy Paint jako Moe Petrowski
- 2007: Andre: Serce giganta (Andre: Heart of the Giant) jako Edouard Carpentier
- 2009: Terminator: Ocalenie jako Terminator (Model T-800)
- 2009: Peranmai jako Anderson
- 2010: Sebastian jako Tony

### Filmy TV
- 1999: Przygoda na Hawajach (Gone to Maui) jako Schulz
- 2005: Kampania Arnolda (See Arnold Run) jako Arnold Schwarzenegger ('73)
- 2006: Against Type jako Jake Stackley
- 2011: The Program jako Cilas

### Seriale TV
- 1997: Pod koszem (Hang Time) jako kulturysta
- 1997–1998: Team Knight Rider (Piątka nieustraszonych) jako Roland
- 1998: The Secret Diary of Desmond Pfeiffer jako Lars
- 1999: Pan Złota Rączka (Home Improvement) jako Dolph Schnetterling
- 1999: Karolina w mieście (Caroline in the City) jako Lars
- 1999–2000: Shasta McNasty jako Big weightlifter
- 2000–2001: The Howard Stern Radio Show – w roli samego siebie
- 2000–2001: Howard Stern – w roli samego siebie
- 2000–2002: Nagi patrol (Son of the Beach) jako Chip Rommel
- 2003: Diabli nadali (The King of Queens) jako Vin
- 2004: Do usług (The Help) jako Adolf
- 2005–2006: Nieidealna (Unfabulous) jako Sven
- 2006: Podkomisarz Brenda Johnson (The Closer) jako Hoyt
- 2008: Asia Uncut – w roli samego siebie
- 2009: The Jace Hall Show – w roli samego siebie
- 2009: Jim wie lepiej (According to Jim) jako Sven
- 2010: Chuck jako ochroniarz przemysłu Volkoff
- 2012: Cardio World – w roli samego siebie